# Lac Kaindy
Le lac Kaindy (kazakh : Қайыңды көлі, russe : Каинды) est un lac du Kazakhstan.

## Géographie
Situé dans le sud-est du pays dans l'oblys d'Almaty, à l'ouest de Zhalanash, le lac Kaindy est long d'environ 400 m, profond de 30 m.
Le lac a été créé par le tremblement de terre de Kebin de 1911 (en) qui a provoqué un glissement de terrain créant un barrage naturel. 
La surface du lac est trouée par les troncs d'épicéas morts.

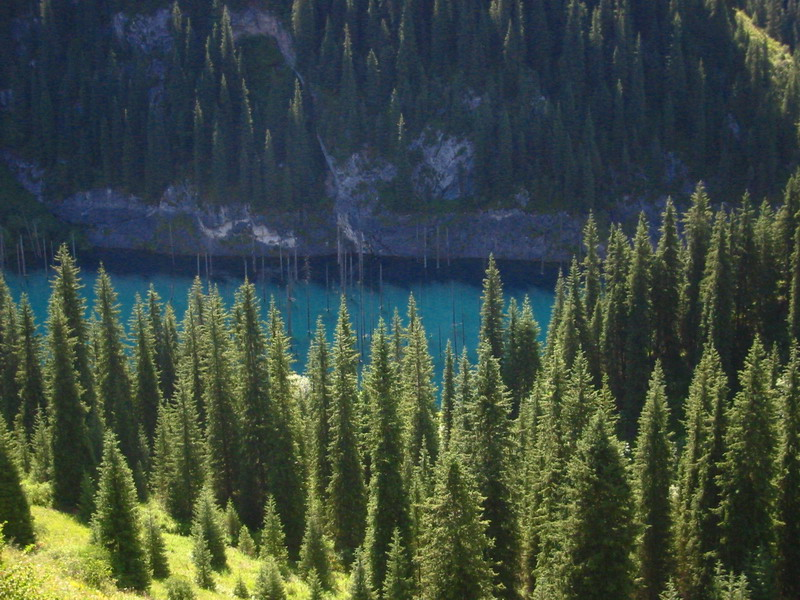
Forêt près du lac Kaindy.